# 亨利埃塔鎮區 (明尼蘇達州哈伯德縣)
亨利埃塔鎮區（英語：Henrietta Township）是位於美國明尼蘇達州哈伯德縣的一個行政鎮區。此地得名自某定居者之妻的名字。

## 地方資料
亨利埃塔鎮區的面積為90.01平方千米，當中陸地面積為81.68平方千米，而水域面積為8.33平方千米。根據2020年美國人口普查的數據，當地共有人口1514人，而人口密度為每平方千米16.82人。